# Gorna Mitropolija
Gorna Mitropolija (bulgariska: Горна Митрополия) är ett distrikt i Bulgarien.   Det ligger i kommunen Obsjtina Dolna Mitropolija och regionen Pleven, i den centrala delen av landet, 120 km nordost om huvudstaden Sofia.
Trakten runt Gorna Mitropolija består till största delen av jordbruksmark. Runt Gorna Mitropolija är det ganska glesbefolkat, med 47 invånare per kvadratkilometer.